# Piled Higher and Deeper

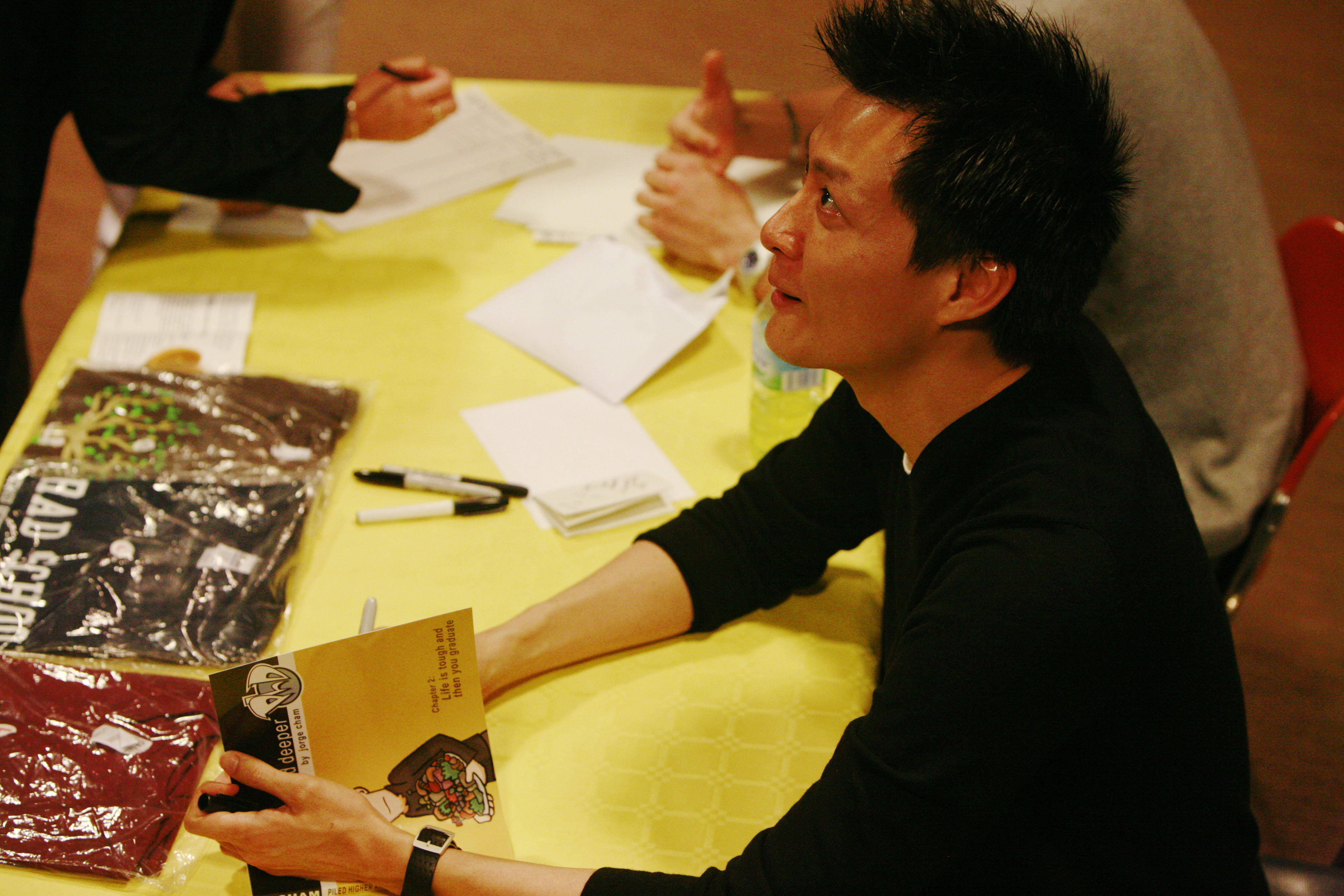

Piled Higher and Deeper es un periódico y cómic en la red escrito y dibujado por Jorge Cham que sigue la vida de varios estudiantes de posgrado. Otoño de 1997, cuando todavía Cham era un estudiante para graduarse en Stanford, apareció esta tira cómica que trata temas tales como las dificultades de la investigación científica, los peligros de la procrastinación y la interminable búsqueda de comida gratis. Cham continuó la tira como "Instructor en ingeniería mecánica" en Caltech, y ahora se dedica a dibujar y dar conferencias sobre su cómic a tiempo completo.

## Personajes
Piled Higher and Deeper presenta a sus personajes al iniciar su andadura, manteniendo su personalidad constante durante los años de publicación de la tira. En las primeras temporadas, los protagonistas del cómic eran claramente estudiantes de Stanford; sin embargo, el número de referencias específicas a la escuela y sus chascarrillos ha descendido desde entonces, dotado a su obra de un carácter universal.
- El Héroe sin nombre – un ingeniero, este personaje protagonista no ha recibido nombre alguno en sus apariciones en la tira. Su hermana pequeña, Dee, es una perenne estudiante universitaria sin título que ocasionalmente solicita ser graduada en alguna escuela (véase el sistema de educación norteamericano), intentando aprobar el GRE o hablando por su teléfono móvil, comiendo, o durmiéndose durante las clases. Se puede apreciar una notable semejanza entre este personaje y su autor, Jorge Cham.

## Trivial
- El número π/2 aparece frecuentemente en el cómic.